# サモラ市 (ミランダ州)

州内でのサモラ市の位置

サモラ市（サモラし、スペイン語 Municipio Zamora）は、ベネズエラのミランダ州北部に位置する市である。首都カラカスの東郊外にある。市庁所在地はグアティレ。元のサモラ郡が改称した。面積378km²、2001年調査の人口は、15万2422人。

## 地理
市の名は連邦戦争の将軍エセキエル・サモラにちなむ。
地勢的にはおおよそ北を辺に、南を頂点にした三角形をしている。北辺は急峻なコスタ山脈（カリベ山脈）で、バルガス州との州境である。南西辺の南側はカラバジョ丘陵が区切ってパスカスティジョ市に接する。南東辺はごく低い丘がある程度で、バルロベント平野に向けて開けている。トゥイ川の支流グランデ川が、市の南西辺の北側から入って南東に抜ける。中心都市グアティレは市の西側にあり、グランデ川の両岸に広がる市街は、西隣のプラサ市グアレナスの市街と接触している。
- 山 - サムリト峰、エルオソ峰、ラメサ峰、コゴジャル峰
- 川 - グランデ川、アウヤレ川、グアティレ川、ノルテ川、アライラ川、モロコポ沢、チュスピタ川、カパヤ川

### 構成する区と中心となる都市・町
西のグアティレ区と東のボリバル区の2区からなる。両区は、1970年代までサモラ郡のグアティレ市、ボリバル市であった。
- グアティレ区 - グアティレ
- ボリバル区 - アライラ

### 隣接する都市
- バルガス州 - バルガス市
- ミランダ州 - アセベド市、パスカスティジョ市、プラサ市